# Arrhytidia
Arrhytidia is een geslacht van schimmels  in de familie Dacrymycetaceae. De typesoort is 
Arrhytidia flava.

## Soorten
Volgens Index Fungorum bestaat het geslacht uit de volgende drie soorten (peildatum maart 2023):
| Soortnaam                    | Auteur(s) | Publicatiejaar |
| ---------------------------- | --------- | -------------- |
| Arrhytidia gloeocystidiifera | Rick      | 1958           |
| Arrhytidia nivea             | Rick      | 1958           |
| Arrhytidia pustulata         | Brasf.    | 1938           |